# Carl Ryd
Carl Magnus Ryd, född 13 augusti 1883 Lekaryds församling i Kronobergs län, död 26 augusti 1958 i Lekaryds församling, var en svensk målare. Han tillhörde konstnärsgruppen "De unga".

## Biografi
Ryd sägs som ung ha blivit inspirerad i Lekaryds kyrka av Pehr Hörbergs altartavla och beslutade sig för att bli konstnär. Han studerade för Carl Wilhelmson 1905 på Valand och 1906–1908 vid Konstnärsförbundets målarskola i Stockholm för Karl Nordström. 
Då skolan stängdes beslöt flera av eleverna att de skulle bege sig till Paris år 1908. Han började studera för Henri Matisse men trivdes inte och lämnade skolan nästan genast. Han kom att vistas två gånger till i Frankrike, sommaren 1911 och åren 1920–1922. Han var 1919–1920 lärare och föreståndare vid Valands målarskola i Göteborg.
Han målade realistiskt och formstarkt, men även intimt tolkade porträtt, gärna av barn, samt framför allt lyriskt uppfattade landskap och vintermotiv, med äkta smålandsnatur, eller från skånekusten. Han målade även landskap från Öland, med gråstämda eller i blåaktiga och i rosa toner.
Han är representerad vid Nationalmuseum, Moderna museet, Thielska galleriet, Göteborgs konstmuseum, Malmö museum, Smålands museum i Växjö, Ystads konstmuseum, Kalmar läns museum, Kalmar konstmuseum, Gävle museum, Norrköpings konstmuseum, Hälsinglands museum, Statens Museum for Kunst i Köpenhamn och Nasjonalgalleriet i Oslo.
Carl Ryd gifte sig 1917 med Karin Führ (1895–1977) och en dotter till paret var konstnären Sara-Lisa Ryd (1918–1968). Makarna Ryd är begravda på Lekaryds kyrkogård.